# Кирха в Приозерске
Кирха в Приозерске (фин. Käkisalmen kirkko) — лютеранская церковь в Приозерске, построенная по проекту Армаса Линдгрена в 1930 году. Расположена по адресу: Ленинградская ул., д. 8.

## История
В разное время, за многовековую историю города, было построено 10 храмов, но проблема нехватки мест для прихожан всегда была актуальной. Предпоследняя кирха была возведена в 1759 году финским архитектором Туомасом Суйкканеном во имя Святого Андрея, но она по прежнему не могла вместить всех желающих, особенно в крупные церковные праздники.
После многолетних обсуждений различных вариантов и согласований бюджетов, Кякисалмский приход принял решение: кирху проектирует знаменитый архитектор Армас Линдгрен, деньги собирает приход из пожертвований прихожан и сборов расквартированного в крепости Савоского егерского полка. Предусматривались также ссуды государственных учреждений, банков, страховых компаний. Наконец, 14 декабря 1930 года епископ Выборгский, доктор богословия Эркки Кайла, освятил новую кирху.
В 1937 году в кирхе был установлен 36-регистровый орган. Из обветшавшей кирхи 1759 года в новый храм перенесли алтарную картину Б. Годенхьелмина «Распятие» и красивые канделябры, изготовленные ещё в 1870-х годах на средства кексгольмской купчихи-благотворительницы Авдотьи Андреевой. На колокольню были подняты 2 колокола — русского и немецкого производства. Кирха была оборудована отоплением.
В 1940 году, в ходе бомбардировок советской авиацией церковное здание получило серьёзные повреждения: одна из бомб, проломив крышу и перекрытия, взорвалась на полу и разметала скамейки. После того как в 1940 году Кексгольм отошёл к СССР, кирха стала использоваться как «база» особого отряда НКВД. Был разрушен орган, а переделки интерьеров были столь масштабными, что финны, когда вернулись в город в 1941—1944, не смогли начать в храме богослужения. Храм был отремонтирован финнами, вернувшимися в свои дома, и снова оставлен при отступлении в 1944 году.
Здание кирхи в 1945 году было передано под управление местной партийной ячейки. Была сооружена сцена, уничтожены следы религии, церковь преобразована в городской дом культуры. В здании проводились политзанятия и концерты самодеятельности.

Через 15 лет остро встал вопрос о капитальном ремонте здания кирхи. Осенью 1961 года, расширили сцену и переоборудовали фойе. Кроме того, кардинально были реконструированы подсобные помещения: туалеты, касса, кладовки. Под крышей сделали чердачный полуэтаж с классами для кружковой работы. В 1990 году Приозерск посетил ярославский поэт Василий Пономаренко. Он был так раздосадован дискотеками в храме, что написал сатирическое стихотворение, посвящённое этому визиту. 

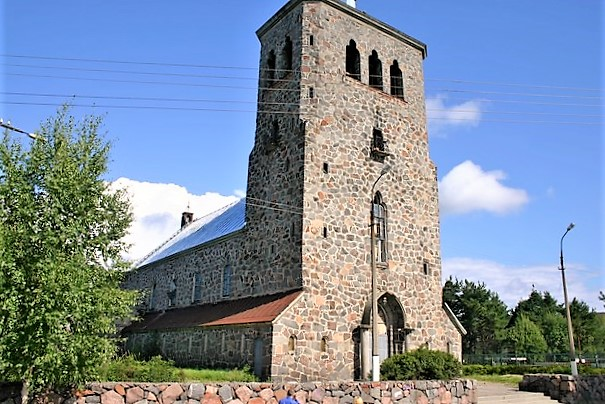
Кирха в 2002 г.

После эвакуации коренных жителей на территории современной Финляндии возникла организация, состоящая из бывших уроженцев Кякисалми и их потомков. Жители собирали документы, делились воспоминаниями. С открытием «железного занавеса» стали сотрудничать с администрацией Приозерска, участвовать в посильной помощи по поддержанию вида здания. В июне — сентябре 1995 года приезжие пасторы провели в кирхе несколько богослужений. 6 июля 1997 года у западной стены кирхи, там, где когда-то находилось воинское захоронение 105-ти финских военнослужащих, погибших во Второй мировой войне, был поставлен изящный гранитный памятник по проекту архитектора Кауко Кокко.
В 2001 году, начальство Приозерского мясокомбината отпустило средства на косметический ремонт внутренних помещений «Центра досуга молодёжи», организован ночной клуб с баром. Осенью 2002 года в кирхе вспыхнул сильный пожар, уничтоживший всю внутреннюю отделку, обвалилась крыша. В середине 2000-х в здании проведёны экономичные работы — сделана новая крыша, заделаны выгоревшие проёмы, локально подведено электричество.
В марте 2014 года прокуратура Ленинградской области провела проверку объектов культурного наследия г. Приозерска и признала неудовлетворительное состояние здания. Администрации объявлено дисциплинарное взыскание и выдано предписание о проведении противоаварийной и реставрационной работы. Исполнение решения суда находится на контроле прокуратуры.

## Архитектура
Здание, одно из самых замечательных на Карельском перешейке, выполнено в стиле финского национального романтизма, северной разновидности модерна. Наружные стены отделаны цельными камнями красноватого гранита, напоминая о стенах крепости Корела. Внутренние стены сложены из кирпича. Кровля — гальванически обработанная жесть.